# 20821 Баласрідгар
20821 Баласрідгар (20821 Balasridhar) — астероїд головного поясу, відкритий 24 жовтня 2000 року.
Тіссеранів параметр щодо Юпітера — 3,550.